# هوندا ماسازومی

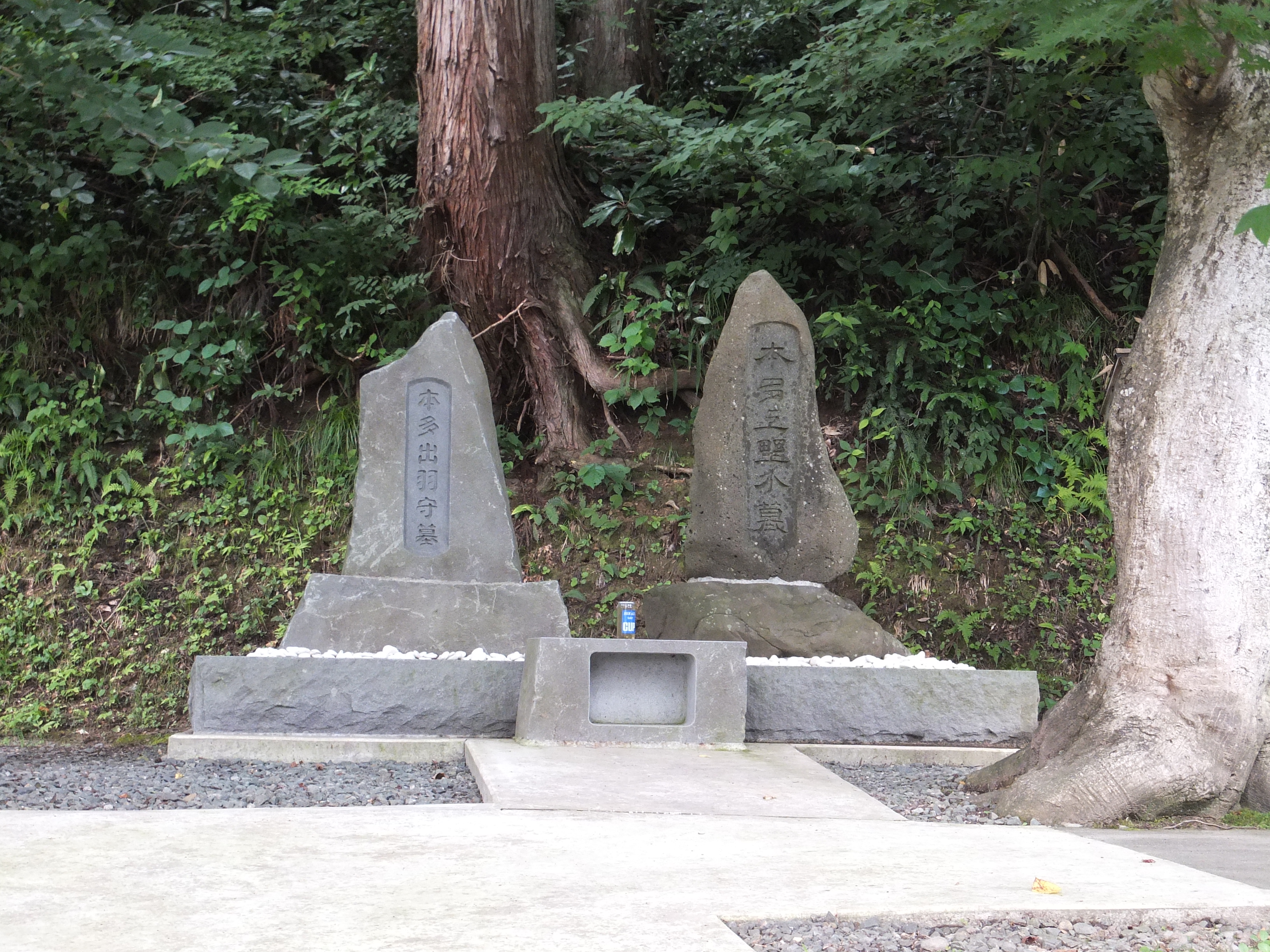
نمایی از سنگ‌مزار هوندا ماسازومی - ۲۰۱۳

هوندا ماسازومی (به ژاپنی: 本多 正純 Honda Masazumi) (5- 1566 آوریل ۱۶۳۷) پسر ارشد هوندا ماسانوبو، یک سامورایی در دوره آزوچی-مومویاما و اوایل دوره ادو بود، که به خاندان توکوگاوا خدمت می‌کرد. او بعدها دایمیو (ارباب زمین‌دار)، و یکی از نخستین روجوها (老中) در شوگون‌سالاری توکوگاوا شد.
ماسازومی در سال ۱۵۶۵ متولد شد. ماسازومی در سال ۱۶۰۸ به یک دایمیو با درآمد ۳۳۰۰۰ ککو تبدیل شد.
توکوگاوا ایه‌یاسو به اندازه کافی به هوندا اعتماد داشت تا به او به عنوان واسطه ای برای ابتکارات دیپلماتیک با چین تکیه کند. بعدها، ماسازومی در محاصره اوساکا خدمت کرد. در سال ۱۶۱۶، او «توشیوری» شد.
این موقعیتی بود که به زودی به روجو تغییر نام داد.
در این نقش، او از نزدیک با شوگون دوم بازنشسته، توکوگاوا هیده‌تادا کار کرد، در این دوره، درآمد او به ۵۳۰۰۰ ککو و سپس به ۱۵۵۰۰۰ در سال ۱۶۱۹ افزایش یافت.
با این حال، در سال ۱۶۲۲ با کامه هیمه (اولین دختر ایه‌یاسو) جنگید و با هیدتادا نارضایتی پیدا کرد، و به دامنه کوبوتا تبعید شد و در سن ۷۳ سالگی درگذشت.